# Wenceslao Alpuche
Wenceslao Alpuche y Gorozica (Tihosuco, Quintana Roo, entonces Yucatán, 28 de septiembre de 1804 - Tekax, Yucatán, 2 de septiembre de 1841) fue un poeta, escritor y diputado mexicano. 

## Semblanza biográfica
Quedó huérfano de padre siendo aún niño y al contraer su madre segundas nupcias fue enviado a Yucatán a hacer sus estudios.
Realizó sus estudios primarios en la ciudad de Mérida, ingresó al Seminario de San Ildefonso en donde cursó latín, filosofía y matemáticas. Tuvo afición por el estudio de las obras de Calderón de la Barca, Lope de Vega y Agustín Moreto. Incursionó en el género de ensayo, sin embargo sobresalió como poeta lírico. Tuvo influencia de Manuel José Quintana, quien fue su autor predilecto.
Fue elegido diputado a la Legislatura del estado de Yucatán y posteriormente al Congreso de la Unión. En la Ciudad de México se relacionó con José Joaquín Pesado, Guillermo Prieto, Isidro Rafael Gondra, y otros poetas. A su regreso a Yucatán fue elegido por segunda ocasión diputado a la Legislatura del Estado, sin embargo, al disolverse el congreso, se dedicó a la agricultura.
José Esquivel Pren, en su Historia de la Literatura en Yucatán reitera lo expresado por Francisco Sosa en su biografía sobre Alpuche:

Sus primeras lecturas literarias fueron las comedias de Calderón, Lope y Moreto y se propuso imitarlos. Una pieza teatral, no sabemos si comedia o drama, fue la que inició su carrera. Los amigos del poeta que, a su muerte, publicaron la única colección de sus poesías, en la breve noticia biográfica que precede ese libro, insinúan que aquella comedia, o aquel drama, obra primigenia de Alpuche, no le acreditaba favorablemente y añaden que por más esfuerzos hechos para adquirir ese primer y único ensayo dramático, no se consiguió y concluyen que Alpuche no estaría muy satisfecho de una producción de la que ni siquiera conservaba una copia en su poder, de la que nunca habló bien y que después no intentó ocuparse de nuevo en composiciones de esa especie...

No obstante esto, Francisco Sosa, en su ensayo biográfico sobre Alpuche (1873), afirma que éste:

es acreedor al aprecio y al respeto de los mexicanos, no tan sólo por el claro ingenio y brillantes dotes que la naturaleza hubo de colocar en él, sino también, y acción tan meritoria demanda justo premio, porque quiso y supo emplear esas dotes en cantar a nuestra libertad y a los héroes que nos la legaron...

Murió el 2 de septiembre en Tekax, Yucatán.

## Obra
Escribió diversas odas con tintes patrióticos. Entre sus poemas y odas se encuentran "Hidalgo", "Grito de Dolores", "La independencia", "La vuelta a la patria", "La fama", "El suplicio de Morelos", Eloísa",  "A una hermosa".